# 科学城站 (广州)
科学城站是广州地铁21号线的一个车站，位于中國廣東省廣州市黃埔區科學大道开泰大道口西北側，牛角岭公园东南侧的地底，车站于2019年12月20日随21号线剩余段开通而启用。

## 車站結構

### 車站樓層
本站为地下三层（局部两层）单跨岛式车站，长度168m。地面為科學大道、开泰大道，牛角岭公园、科学城商业广场、科学城科学广场以及附近其它建築；地下一層为站厅层，地下二層為21號線月台。
| 地下一层 | 站厅                       | 售票機、客服中心、警务室、安检设施   |  |  |
| 地下二层 | 2 站台                     | █21号线 天河公园方向（下站：神舟路） |  |  |
|          | 岛式站台（卫生间、母婴室） |                                      |  |  |
|          | 1 站台                     | █21号线 增城广场方向（下站：苏元）   |  |  |

### 站厅

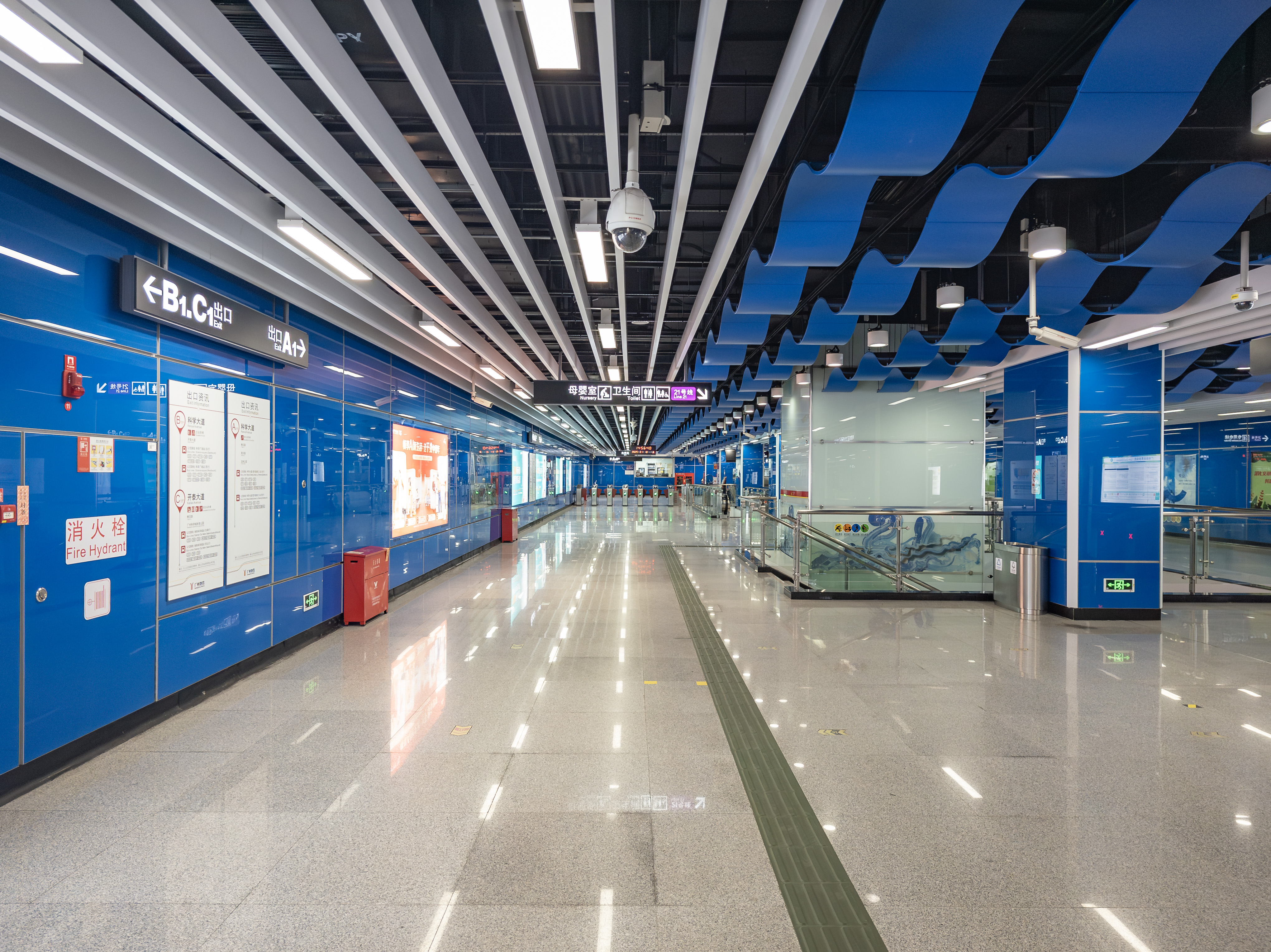
站厅

科学城站站厅設有售票機、自动售卡/充值机、客務中心；同时设有自动售卖机、便利店和面包糕饼店。
为方便行人进出，目前站厅南侧被划分为收费区，收费区内设有多组扶手电梯、楼梯和一台专用电梯供乘客前往月台层。

### 站台
本站设有一个岛式站台，位于科學大道开泰大道口西侧地底。

2号站台全景图

本站的卫生间和母婴室位于站台层西端。

### 出入口
科学城站设有3个出入口供乘客进出，其中C1出入口设有无障碍通道和专用电梯。
|                                           |                                                       |      |          |                                                          |
| 編號                                      | 设施                                                  | 照片 | 出口指示 | 建議前往的目的地                                         |
| A1                                        | 扶手电梯标志                                          |      | 科学大道 | 映日路、揽月路、玉树公园、科学大道（揽月路路口）公交车站 |
| B1                                        | 盲道标志 · 扶手电梯标志                               |      | 科学大道 | 开泰大道、科学大道公交车站                               |
| C1                                        | 盲道标志 · 无障碍通道标志 · 升降机标志 · 扶手电梯标志 |      | 开泰大道 | 映日路、广州科学城体育公园、地铁科学城站公交车站         |
| 註： 設有 \| 設有 \| 設有 \| 設有扶手電梯 |                                                       |      |          |                                                          |

## 接驳交通
科学城站旁设有地铁科学城站、科学广场站公交车站，方便乘客接驳公交前往科学城周边及黄埔区各地。
| 公交线路 \| 编号 \| 编号 \| 线路 \| 线路 \| 线路 \| 收费 \| 备注 \| \| ---- \| ------- \| ---------------------------------- \| ---------------------------------- \| ---------------------------------- \| ---------------------------------- \| ---------------------------------- \| \| \| 333 \| 大观路北（大观湿地公园） \| ⇆ \| 科学城南部公交场 \| 2元 \| 30分/班 \| \| \| 336 \| 大观路北（大观湿地公园） \| ⇆ \| 中海誉城 \| 2元 \| 不大于20–30分/班；使用双层巴士运营 \| \| \| 349 \| 保利爱特城 \| ⇆ \| 开创大道（万科城） \| 3元 \| \| \| \| 371 \| 科学城彩频路 \| ⇆ \| 创盈路西 \| 3元 \| 30–60分/班 \| \| \| 371A \| 已于2024年8月24日停办 \| 已于2024年8月24日停办 \| 已于2024年8月24日停办 \| 已于2024年8月24日停办 \| 已于2024年8月24日停办 \| \| \| 391 \| 聯和（惠联路） \| ⇆ \| 中海誉城 \| 2元 \| 不大于15–30分/班 \| \| \| 395 \| 已于2025年3月1日停办 \| 已于2025年3月1日停办 \| 已于2025年3月1日停办 \| 已于2025年3月1日停办 \| 已于2025年3月1日停办 \| \| \| 573 \| 黄埔低空经济创新中心 \| ⇆ \| 家和天曜 \| 2元 \| \| \| \| 573快线 \| 穗港码头 \| ⇆ \| 开创大道（万科城） \| 3元 \| \| \| \| 574 \| 已于2023年9月23日停办 \| 已于2023年9月23日停办 \| 已于2023年9月23日停办 \| 已于2023年9月23日停办 \| 已于2023年9月23日停办 \| \| \| 578 \| 已于2024年5月5日停办 \| 已于2024年5月5日停办 \| 已于2024年5月5日停办 \| 已于2024年5月5日停办 \| 已于2024年5月5日停办 \| \| \| B4A \| 华景新城 \| ⇆ \| 科学城（揽月路） \| 2元 \| \| \| \| K1 \| Module:CNBUS/GZ/data中无此广州线路 \| Module:CNBUS/GZ/data中无此广州线路 \| Module:CNBUS/GZ/data中无此广州线路 \| Module:CNBUS/GZ/data中无此广州线路 \| Module:CNBUS/GZ/data中无此广州线路 \| \| \| K3 \| Module:CNBUS/GZ/data中无此广州线路 \| Module:CNBUS/GZ/data中无此广州线路 \| Module:CNBUS/GZ/data中无此广州线路 \| Module:CNBUS/GZ/data中无此广州线路 \| Module:CNBUS/GZ/data中无此广州线路 \| \| \| 夜51 \| 车陂 \| ⇆ \| 萝岗香雪（梅花世界） \| 4元 \| 574路附属线路 \| \| \| 夜81 \| 车陂 \| ⇆ \| 广汕路（科景路口） \| 3元 \| 945路附属线路 \| |         |                                    |                                    |                                    |                                    |                                    |
| 编号 | 编号    | 线路                               | 线路                               | 线路                               | 收费                               | 备注                               |
| | 333     | 大观路北（大观湿地公园）           | ⇆                                  | 科学城南部公交场                   | 2元                                | 30分/班                            |
| | 336     | 大观路北（大观湿地公园）           | ⇆                                  | 中海誉城                           | 2元                                | 不大于20–30分/班；使用双层巴士运营 |
| | 349     | 保利爱特城                         | ⇆                                  | 开创大道（万科城）                 | 3元                                |                                    |
| | 371     | 科学城彩频路                       | ⇆                                  | 创盈路西                           | 3元                                | 30–60分/班                         |
| | 371A    | 已于2024年8月24日停办              | 已于2024年8月24日停办              | 已于2024年8月24日停办              | 已于2024年8月24日停办              | 已于2024年8月24日停办              |
| | 391     | 聯和（惠联路）                     | ⇆                                  | 中海誉城                           | 2元                                | 不大于15–30分/班                   |
| | 395     | 已于2025年3月1日停办               | 已于2025年3月1日停办               | 已于2025年3月1日停办               | 已于2025年3月1日停办               | 已于2025年3月1日停办               |
| | 573     | 黄埔低空经济创新中心               | ⇆                                  | 家和天曜                           | 2元                                |                                    |
| | 573快线 | 穗港码头                           | ⇆                                  | 开创大道（万科城）                 | 3元                                |                                    |
| | 574     | 已于2023年9月23日停办              | 已于2023年9月23日停办              | 已于2023年9月23日停办              | 已于2023年9月23日停办              | 已于2023年9月23日停办              |
| | 578     | 已于2024年5月5日停办               | 已于2024年5月5日停办               | 已于2024年5月5日停办               | 已于2024年5月5日停办               | 已于2024年5月5日停办               |
| | B4A     | 华景新城                           | ⇆                                  | 科学城（揽月路）                   | 2元                                |                                    |
| | K1      | Module:CNBUS/GZ/data中无此广州线路 | Module:CNBUS/GZ/data中无此广州线路 | Module:CNBUS/GZ/data中无此广州线路 | Module:CNBUS/GZ/data中无此广州线路 | Module:CNBUS/GZ/data中无此广州线路 |
| | K3      | Module:CNBUS/GZ/data中无此广州线路 | Module:CNBUS/GZ/data中无此广州线路 | Module:CNBUS/GZ/data中无此广州线路 | Module:CNBUS/GZ/data中无此广州线路 | Module:CNBUS/GZ/data中无此广州线路 |
| | 夜51    | 车陂                               | ⇆                                  | 萝岗香雪（梅花世界）               | 4元                                | 574路附属线路                      |
| | 夜81    | 车陂                               | ⇆                                  | 广汕路（科景路口）                 | 3元                                | 945路附属线路                      |

## 历史
在2003年地鐵規劃中，本站作為4號線的一個中途站出現，位置已與現時大致一致，但未能納入4號線一期進行建設。因車站位處廣州科學城核心，而被直接命名為科學城站作為規劃站名。
2010年底，規劃4號線北延段（黃村至水西段）線位獨立並延長成為21號線，初期本站與西邊的科學城西站合併為一站，並移動至科珠路口，鄰近玉樹公園，配合21號線的快線定位。在之后的環評中，該站被重新拆分為兩站，本站定於開泰大道口設置，並根據附近的科學廣場，命名為科學廣場站，并最终落实兴建。2018年初，广州地铁向民政局申报科学城站为本站站名，并于同年8月正式获批。
2014年5月26日，本站围护结构第一幅地下连续墙顺利施工；2016年7月28日，本站主体结构封顶。2019年12月20日，本站随21号线剩余段开通而启用。
2021年7月30日中午1时许，大量雨水进入神舟路站，使得21号线黄村至苏元段服务中止，本站受此影响暂停服务。同日19时15分，地铁公司宣布21号线双向恢复通车，本站恢复服务。